# Мульчування

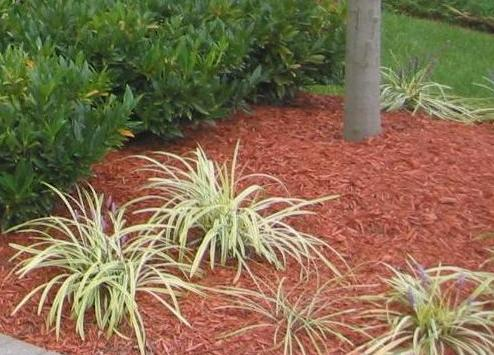
Обрізки деревини використовуються для мульчування в Австралії. Червоний колір — від червоного кольору деревини евкаліптусу.

Мульчува́ння — вкривання поверхні ґрунту соломою, перегноєм, мульч-папером, галькою, щебенем, переробленими відходами з наданням їм магнітної сприйнятливості, тощо для захисту ґрунту від пересихання й перегрівання. Мульчування розглядається як спосіб поліпшення фізичних агрономічних властивостей ґрунтів та ефективності дії мінерального живлення сільськогосподарських рослин.
Поширене за кордоном. Перспективне в Україні для збереження ґрунтової вологи,  запобігання втрат ґрунту внаслідок ерозійних процесів та зменшення застосування гербіцидів

## Ефект від застосування мульчування

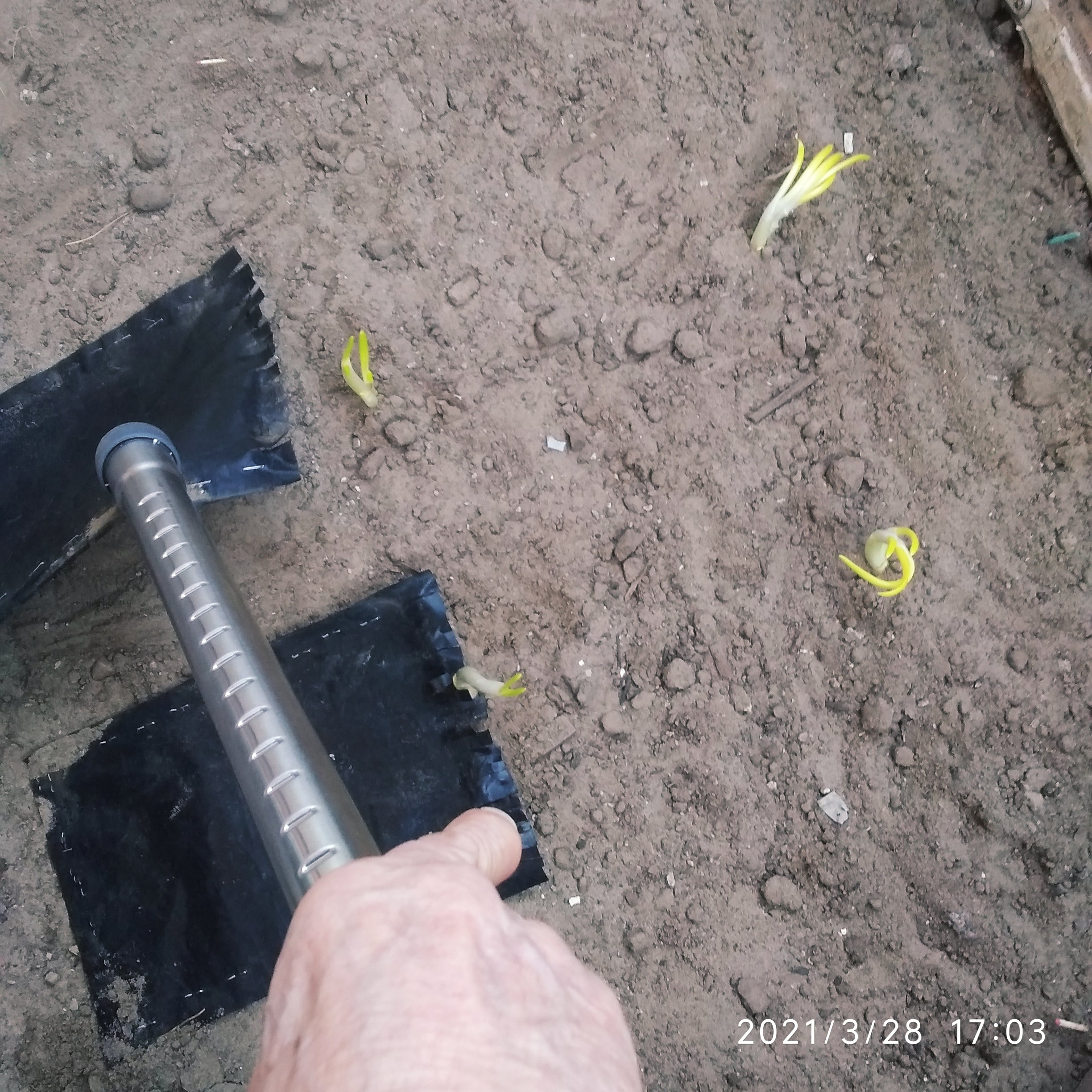
Нанесення мульчі з відходів ПЕТ плівки магнітною штангою з захватом за дужки на краю відрізків плівки

Застосування соломи для мульчування ґрунту при вирощуванні злакових і кукурудзи ефективне у кількості 6–8 т/га. Мульчування зменшує фізичне випаровування вологи з ґрунту. В умовах посухи непродуктивні втрати вологи зменшуються в 1,7 раза, а при достатньому зволоженні — втричі. Істотний позитивний вплив мульчування на режим вологи встановлено до глибини кореневмісного шару — 50 см.                                                                                   
Мульчування також поліпшує температурний режим, агрофізичний стан ґрунту, агрохімічні та біологічні показники. Крім того, мульчування істотно підвищує ефективність дії мінеральних добрив, особливо в посушливих умовах вирощування. Урожайність сільськогосподарських культур за таких екстремальних умов лише внаслідок мульчування підвищується на 20–25 %. Мульчування найдоцільніше на ґрунтах у зоні недостатнього або нестабільного зволоження  при вирощуванні зернових сільськогосподарських культур, овочів, ягід та фруктів.
В Україні мульчування вивчає Інститут ґрунтознавства і агрохімії ім. О. Н. Соколовського УААН.

## Порівняння мульчування з іншими видами ґрунтообробки
За вмістом азоту в поживних рештках культури розташовуються в такій послідовності: солома бобових культур, гичка цукрових буряків,  стебла кукурудзи, солома зернових колосових.
Так, наприклад, тонна подрібненої соломи, внесена на поверхню поля, за поживністю рівноцінна 3,5-4 тоннам гною. Проте слід врахувати, що для компенсації азоту, який витрачається на перепрівання тонни соломи, необхідно внести 10 кг активної речовини азотних добрив. Основним рослинним органічним добривом є подрібнена солома. Для її подрібнення використовують сучасні мульчувачі вітчизняного і зарубіжного виробництва. Проте відомості про них розпорошені, а ефективність використання недостатньо обґрунтована .

## Переваги мульчування
Безумовно мульча сприятливо діє на ґрунт і рослини:
- зберігає в ґрунті воду
- зменшує кількість бур'янів
- запобігає перегріву ґрунту влітку і промерзання взимку
- допомагає запобігти потраплянню бризок, що містять збудників хвороб, з ґрунту на рослини при поливі і дощі
- запобігає ерозії ґрунту
- запобігає утворенню кірки на ґрунті, що поліпшує усмоктування води в ґрунт
- зберігає рихлість ґрунту.

## Типи мульчі

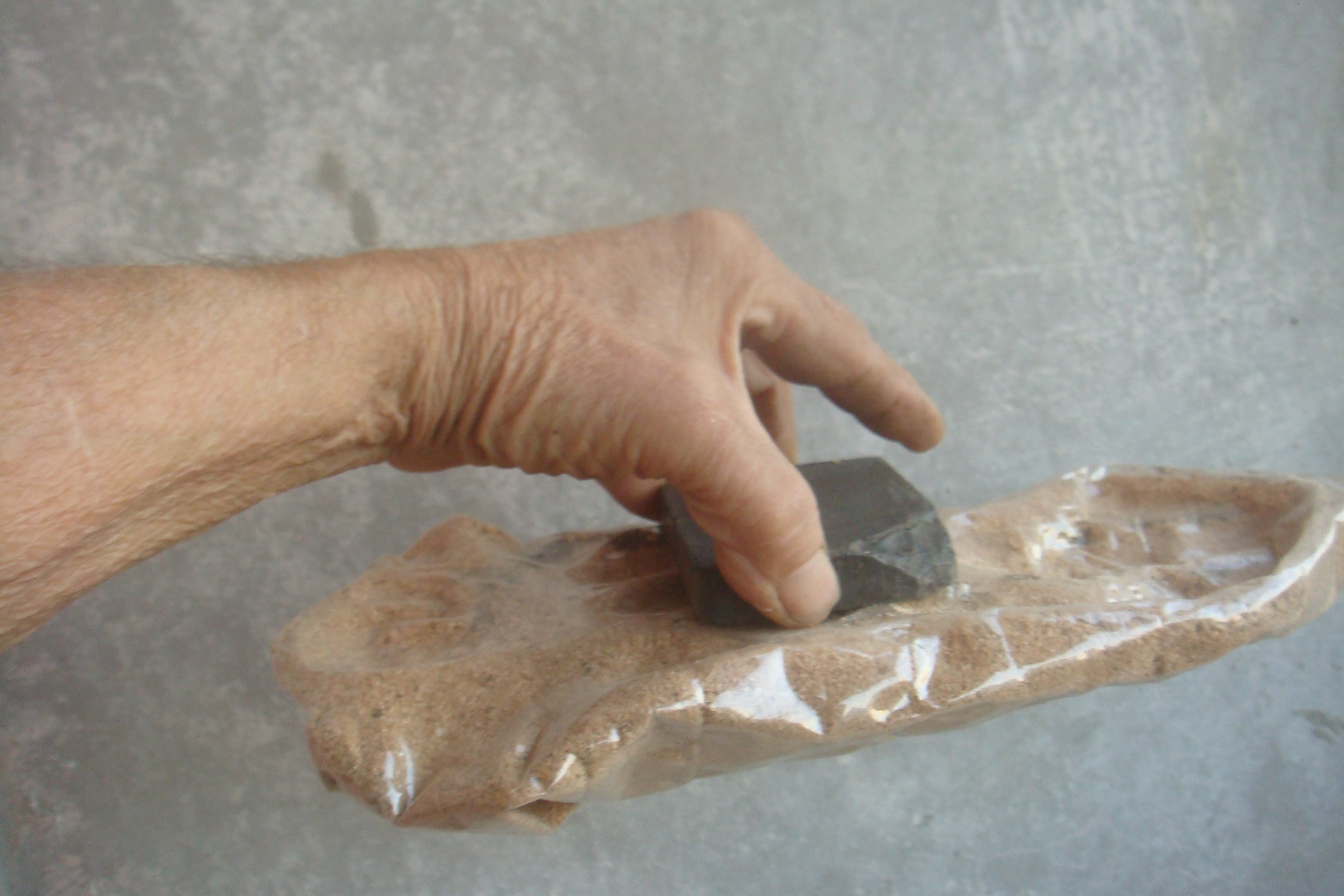
Мульча з магнітною сприйнятливістю (магнітна мульча) з ПЕТ пляшки, з заповнювачем та феромагнетиком в середині.

Мульча буває неорганічна (гравій, галька, різноманітні покривні матеріали) і органічна (тирса, хвоя, перегній, горіхова шкаралупа, сіно). Органічною називається мульча з природних матеріалів, наприклад, кора, стружка, тирса, листя, хвоя або скошена трава. Мінус цього типу мульчі в тому, що вона приваблює комах, слимаків, черв'яків і птахів, які використовують її в їжу, і згодом така мульча потребує заміни. Неорганічна мульча з гравію, гальки, чорного поліетилену або садових нетканих матеріалів не приваблює шкідників і не розкладається.
Мульчування великими каменями має важливу перевагу в посушливу пору влітку. Вранці розігріте повітря зустрічається c холодним каменем (який нагрівається повільніше повітря) і залишає на ньому росу забезпечуючи т. зв. сухий полив.

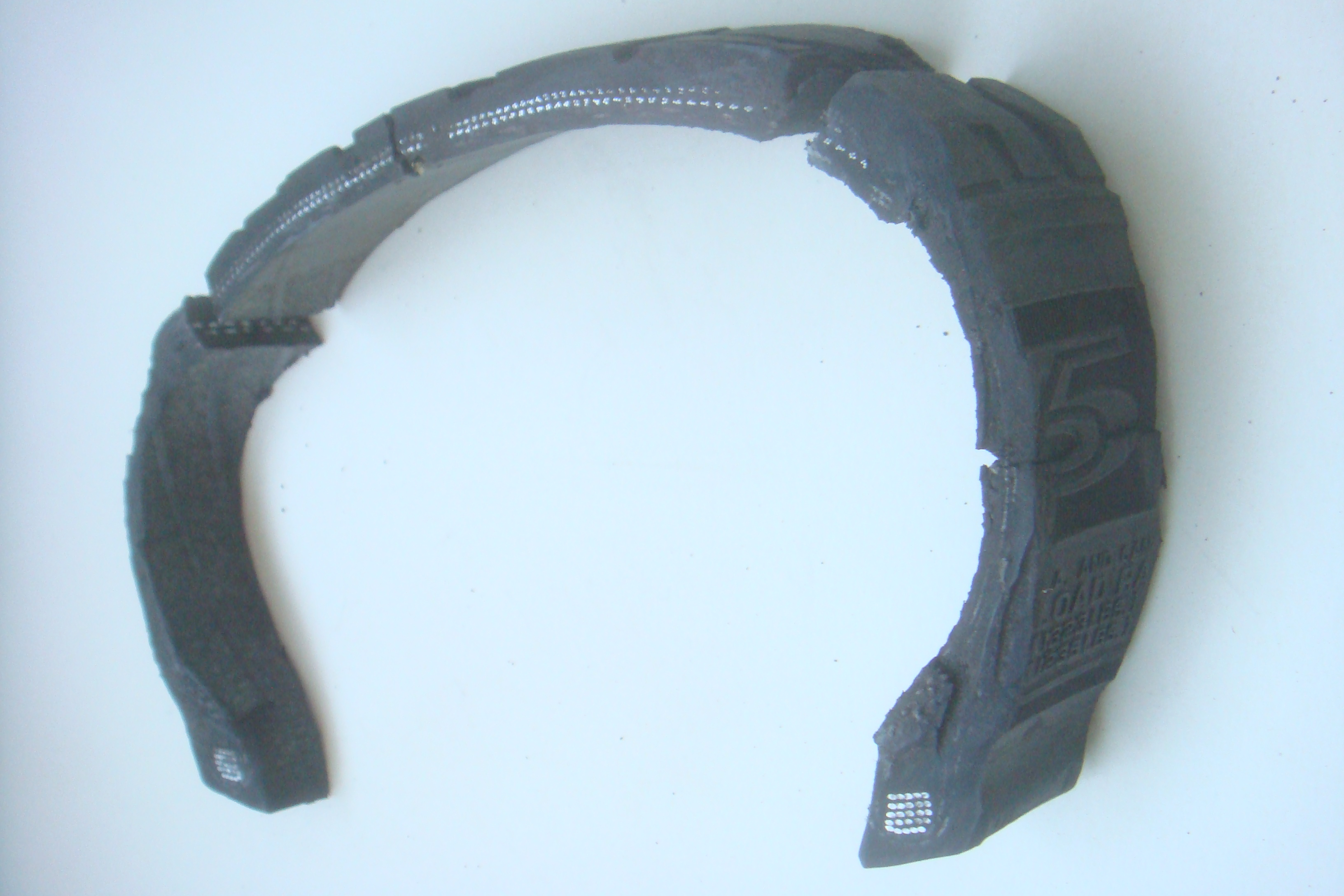
Магнітна мульча з відпрацьованих автомобільних шин

Новий вид мульчі — магнітна мульча, або мульча з магнітною сприйнятливістю. Це мульча органічна чи неорганічна в склад якої входить феромагнетик, що дозволяє наносити, а головне проводити її повний збір магнітними пристроями, збір без залишків, які порушують структуру ґрунту, при періодичному її зборі та нанесенні при виконанні агротехнічних заходів, що не можливо було виконувати з мульчею, яку застосовували до цього часу. Таку мульчу виготовляють утилізуючи відходи, що забруднюють навколишнє середовище. Ця мульча з відходів може сама мати магнітну сприйнятливість, наприклад, як подрібнені відпрацьовані автомобільні шини, в складі яких присутній металічний корд, або до часток відходів прикріплюють феромагнетик різними способами, отримуючи магнітну мульчу з викинутих ПЕТ пляшок, поліетиленових пакетів, плівки, пінопласту, навіть мульчу з магнітною сприйнятливістю із соломи та опалого листя. Це дозволяє радикально розширити площі її використання, зокрема для вирощування органічної продукції, завдяки відмові від застосування гербіцидів, та захисту ґрунту від промерзання взимку (наприклад, при вирощуванні стевії), одночасно вирішуючи питання утилізації відходів та очищення навколишнього середовища від забруднення.
Використання мульчі з шин стримується наявністю в них шкідливих інгредієнтів, що можуть попадати в навколишнє середовище, тому потрібен час, щоб ці речовини вивільнились на звалищах, а для нових шин, виробники повинні відмовитись від цих добавок.